# 김시스터즈
김시스터즈(The Kim Sisters)는 이난영과 김해송의 세 자매가 어린 시절인 1953년에 결성한 대한민국의 여성 보컬그룹이다.

## 활동
김시스터즈는 김해송과 이난영의 두 딸(김숙자·김애자)과 이난영의 오빠 작곡가 이봉룡의 딸(김민자)로 구성된 3인조 걸 그룹이었다. 이들은 악기를 자유자재로 다루며 노래와 함께 춤까지 췄으며, 미8군 무대에서 선풍적인 인기를 모았다. 이윽고 김시스터즈는 1959년 아시아 걸 그룹으로는 처음으로 미국에 진출하였다. 한편 미국에 최초로 진출한 대한민국 여가수는 1956년의 옥두옥이다.
김시스터즈는 1967년 50만 달러를 세금으로 내 라스베이거스에서 유명한 고액 납세자로, 1인당 국민소득이 2,076달러였던 시절 김시스터즈가 스타더스트 호텔에서 받은 주급은 무려 1만 5,000달러였다고 한다. 1967년 3월 21일 김민자가 작곡가와 결혼하였다. 1975년경 김시스터즈는 20년 간의 미국 공연을 끝내고 은퇴하였다.
김애자는 1987년 4월 18일 라스베이거스 메모리얼 병원에서 폐암으로 숨졌고, 김민자는 헝가리 출신 재즈 연주자와 결혼해 부다페스트에서 살고 있다.
2015년 김대현 감독의 다큐멘터리 《다방의 푸른 꿈: Try To Remember》가 2015년 제천국제음악영화제에서 개막작으로 상영되었다. 이 작품은 김시스터즈에 관한 다큐멘터리로서 이난영에 의해 김시스터즈가 만들어진 배경과 연습, 음악가 집안에 따른 천부적인 음악적인 감성, 공연감, 미국 라스베이거스 등을 건너가는 과정, 1년 만에 선풍적인 인기를 끌게 된 과정을 김민자의 시점에서 이야기하였다. 이 다큐멘터리 영화에서 김시스터즈의 활약상은 김숙자의 인터뷰 등 주변 인물들의 다양한 증언으로 드러나고 있다.

## 주요 곡
- 〈김치깍두기〉
- 〈찰리브라운〉

## 에피소드
한국 최초의 걸그룹은 1939년 결성된 저고리시스터즈로 알려지면서 저고리시스터즈부터 블랙핑크까지 한국 걸그룹 역사는 80여년째 이어지고 있다고 전한다. 저고리시스터즈는 '목포의 눈물'을 불렀던 이난영, '오빠는 풍각쟁이야'로 유명한 박향림, '연락선은 떠난다'의 장세정, 민요가수 이화자로 구성된 4인조 걸그룹으로 알려져 있다. 또한 6·25전쟁의 와중에 미 8군 무대에 서다 1950년대 말 미국 라스베이거스로 진출했던 3인조 여성 보컬 김시스터즈나 1960~80년대 지구 마을을 돌며 한국의 선율과 가락을 선사한 선명회 합창단은 한류의 원조로 꼽을 수 있다고 평가하고 있다.

## 참고 자료
- 「냉전 아시아의 문화풍경」, 성공회대 동아시아연구소 저, 현실문화연구(2008년, 537~541p)
- http://www.soompi.com/2014/02/04/the-1960s-american-k-pop-tale-of-the-kim-sisters-from-post-war-korean-poverty-to-usa-prime-time/ 보관됨 2015-09-24 - 웨이백 머신